# Andrena semiflava
Andrena semiflava là một loài Hymenoptera trong họ Andrenidae. Loài này được Lebedev mô tả khoa học năm 1932.